# Волен
Волен (фр. Wohlen, итал. Wohlen) је град у северној Швајцарској. Волен се налази у оквиру кантона Аргау, где припада округу Бремгартен.

## Природне одлике
Волен се налази у северном делу Швајцарске. Од најближег већег града, Цириха град је удаљен 25 km западно.
Рељеф: Волен се налази у области плодне и густо насељене Швајцарске висоравни, на приближно 420 метара надморске висине. Околина града је заталасана и густо насељена.
Клима: Клима у Волену је умерено континентална.
Воде: Кроз Волен протиче пар речица.

## Историја
Подручје Волена је било насељено још у време праисторије и Старог Рима, али није имало велики значај.
Данашње насеље са датим називом први пут се спомиње 1178. године.
Од почетка 19. века почиње бржи привредни развој насеља, па оно и бројчано расте. Ово благостање се наставило до дан-данас. 

## Становништво
Године 2010. Волен је имао преко 20.000 становника (највеће насеље у кантону). Од тога приближно 33,3% чине страни држављани.
Језик: Швајцарски Немци чине традиционално становништво града и немачки језик је званични у граду и кантону. Међутим, градско становништво је током протеклих неколико деценија постало веома шаролико, па се на улицама Волена чују бројни други језици. Тако данас немачки говори 79,8% градског становништва, а прате га италијански (8,1%) и албански језик (3,1%).
Вероисповест: Месни Немци су у 16. веку прихватили протестантизам. Међутим, последњих деценија у граду се знатно повећао удео римокатолика. Данас су веома бројни римокатолици (56,5%) и протестанти (19,7%), а потом следе атеисти, муслимани, православци.

## Галерија слика
- Радна зона Волена
- Градска палата
- Римокатоличка црква
- Протестантска црква